# オトコロドットコム
オトコロドットコム株式会社（英: Otokoro.com, Inc）は、東京都台東区に本社を置く日本のIT企業。店舗比較サービス「オトコロドットコム」のサービスを運営している。

## 沿革
- 2019年
  - 3月 - オトコロドットコム株式会社設立
  - 4月 - 第三者割当増資により5500万円を調達
  - 6月 - オトコロドットコムをローンチ
  - 10月 - 台東区上野に移転
- 2020年
  - 7月 - 第三者割当増資（プレシリーズA）により1億5000万円を調達[2][3]
- 2021年
  - 10月 - 現オフィスに移転